# Savino Guglielmetti
Savino Guglielmetti (Milano, 26 novembre 1911 – Milano, 23 gennaio 2006) è stato un ginnasta italiano, vincitore di due medaglie d'oro olimpiche e cinque volte Campione italiano assoluto nel concorso generale individuale (1935, 1937, 1938, 1939, 1940).

## Carriera
Savino Guglielmetti ha partecipato a tre Giochi olimpici estivi (1932, 1936 e 1948) e, senza l'interruzione bellica, ne avrebbe gareggiati cinque.
Vinse due ori olimpici alle Olimpiadi di Los Angeles del 1932. Il primo giunse nel concorso generale a squadre, insieme a Romeo Neri, Mario Lertora, Oreste Capuzzo e Franco Tognini, seguito due giorni dopo da quello al volteggio. Nella stessa competizione si classificò quinto nel concorso generale individuale e decimo alle parallele, vinti entrambi da Romeo Neri, undicesimo alla sbarra e ventiduesimo al corpo libero. Nel 1935 fu Campione italiano assoluto nel concorso generale individuale e vinse anche il titolo di specialità al cavallo con maniglie, alle parallele, agli anelli e alla sbarra. Nel 1936, vinse i titoli italiani di specialità al cavallo, alle parallele e agli anelli.
Alle Olimpiadi di Berlino del 1936, la squadra italiana, pur soffrendo dell'infortunio occorso a Romeo Neri, si classificò al quinto posto. Guglielmetti fu dodicesimo nel concorso generale individuale, nono alle parallele, tredicesimo al volteggio, quattordicesimo agli anelli, ventesimo al cavallo e trentesimo alla sbarra. Successivamente si confermò Campione italiano assoluto, nel concorso generale individuale, per quattro anni consecutivi (1937, 1938, 1939, 1940), conquistando i titoli di specialità al volteggio, alla sbarra e alle parallele, nel 1939, mentre, nel 1940, confermò questi ultimi aggiungendovi la medaglia d'oro al cavallo.
Nel 1940, per gli eventi bellici, dovette rinunciare alla partecipazione ai Giochi della XII Olimpiade che potevano essere quelli della sua consacrazione, e anche a quelli di quattro anni dopo, per lo stesso motivo. Si rifece parzialmente aggiudicandosi i titoli italiani di specialità alle parallele, agli anelli e al volteggio, nel 1942; alle parallele nel 1946 e ancora alle parallele, al volteggio e al cavallo, nel 1947.
Guglielmetti fu, tuttavia nuovamente convocato per le Olimpiadi di Londra e, a quasi trentasette anni, partecipò per la terza volta, contribuendo al buon quinto posto della squadra Nazionale nel concorso a squadre e classificandosi nono alle parallele.

## Riconoscimenti
Savino Guglielmetti è vissuto sino a novantaquattro anni, raccogliendo anche in tarda età i dovuti riconoscimenti per la sua eccezionale carriera. Nel 1998 è stato inserito nella hall of fame internazionale della ginnastica (International Gymnastics Hall of Fame).
Nel 2006, subito dopo la sua scomparsa, la società di appartenenza - la Pro Patria - ha allestito per il suo più grande ginnasta un museo che raccoglie le coppe e i trofei delle sue numerose vittorie, in via Ovada 40, a Milano, presso la palestra del Centro Tecnico Federale di Ginnastica Artistica “Savino Guglielmetti”. Allo scultore Luigi Bennati è stato commissionato un busto bronzeo del campione olimpico.

## Palmarès
Giochi olimpici
| Anno | Manifestazione  | Sede        | Evento             | Risultato |
| ---- | --------------- | ----------- | ------------------ | --------- |
| 1932 | Giochi olimpici | Los Angeles | Volteggio          | Oro       |
| 1932 | Giochi olimpici | Los Angeles | Concorso a squadre | Oro       |

Campionati nazionali
- Oro 5 volte campione nazionale nel concorso generale (1935-1937-1938-1939, 1940)